# 琉球ブルーオーシャンズ
琉球ブルーオーシャンズ（りゅうきゅうブルーオーシャンズ、英: Ryukyu Blue Oceans）は、かつて存在した日本のプロ野球球団。沖縄県を拠点とし、特定のリーグには所属せずに活動していた。
2019年（令和元年）7月18日に設立が発表された。運営は東京のスポーツマネジメント会社BASE。
2022年11月に活動休止を発表、2023年4月に運営会社であったBASE沖縄野球団が自己破産している。

## 概要
チーム名の「ブルーオーシャンズ」は「沖縄の青い海と無限に広がる可能性へ出発する」という点から名付けられた。元東北楽天ゴールデンイーグルス監督の田尾安志がゼネラルマネージャーを務め、球団社長には元横浜DeNAベイスターズの小林太志が就任した。
本社は宜野湾市に置き、宜野湾市と浦添市を本拠地、宮古島市と八重瀬町を準本拠地とする構想。初代監督は清水直行（前・千葉ロッテマリーンズコーチ）が就任した。
独立リーグには所属せず、将来日本野球機構（NPB）が参入枠を拡大した場合に加盟することを目標に置いている。2020年（令和2年）1月から活動し、NPBのファーム（三軍を含む）や独立リーグや台湾のチームとの交流戦を実施する意向を示している。また、2021年には台湾の中華職業棒球大聯盟（台湾プロ野球、CPBL）に将来加盟する構想を明らかにした（「#台湾プロ野球への加盟構想」参照）。

## 歴史

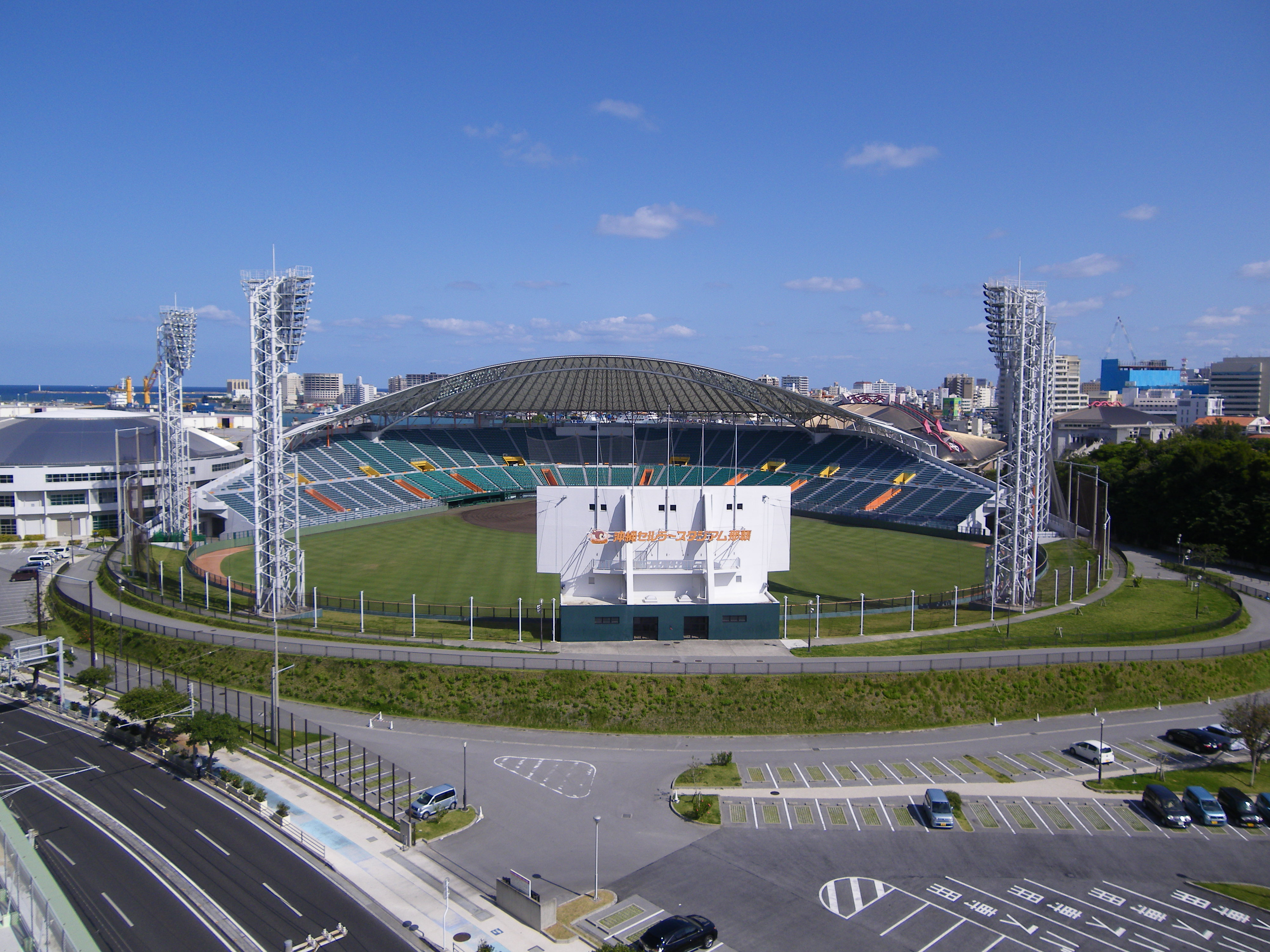
オープニングゲームを行った沖縄セルラースタジアム那覇

### 2019年
2019年10月29日、第1号入団選手として八重瀬町出身で元東京ヤクルトスワローズの比屋根渉の獲得を発表。11月20日にはトライアウト合格者を発表し、又吉亮文ら19人が合格した。翌21日に前中日ドラゴンズの亀澤恭平の獲得を明らかにしたのを皮切りに吉村裕基、村中恭兵ら更に複数の元NPB選手が加入。

### 2020年
2020年2月14日、沖縄ケーブルネットワークとストラテジックメディアパートナー契約を結んだことを発表。同局のコミュニティチャンネルである「テレビにらい」にて録画を含む琉球の全試合を放映する。
オープニングゲームは、2020年2月29日、沖縄セルラースタジアム那覇で読売ジャイアンツ三軍と対戦。ただし、新型コロナウイルスの感染拡大の影響で、無観客試合でのスタートとなった。
2020年3月6日、日本独立リーグ野球機構に賛助会員として加盟。
4月4日、前日の練習前に選手1名に発熱者がいたことを報告（診断結果は扁桃炎）。練習を中止し、4月6日、同月16日まで自宅待機とすることを発表した。
6月1日、球団代表の北川智哉が代表取締役に異動し、代表取締役だった小林が取締役球団本部長兼球団代表となることを発表した。
6月3日よりチーム全体の活動を再開し、6月27日に無観客で試合を開催、その後も試合を行っていたが、沖縄県での新型コロナウイルスの感染拡大防止のため、8月8日から再び活動を停止している。
なお、初代監督の清水は2021年シーズンも留任。その一方で、田尾が2020年11月9日付で退団したため、2021年3月1日付で清水がゼネラルマネジャーを兼務している。

### 2021年
8月18日に、チーム関係者への新型コロナウイルス感染症PCR検査の結果、複数の陽性反応者が確認されたため、沖縄県の新型コロナウイルス感染症緊急事態宣言が終了する9月12日まで活動を休止すると発表。この影響で対戦相手の九州アジアリーグでも全員のPCR検査結果が出るまで活動が休止となった。8月22日に球団は、選手やコーチ15人にPCR検査で陽性反応が確認されたことを明らかにするとともに、11日から実施した九州遠征の際、午後8時以降にアルコールや接待の提供を伴う店舗で飲食した選手・コーチがいたことが内部調査により判明したと発表した。
8月31日、規律を守っていた選手にプレー機会を与える目的で、3人の選手をベースボール・チャレンジ・リーグ（ルートインBCリーグ）の茨城アストロプラネッツに派遣すると発表した。
10月1日、選手15人とコーチ1人の退団を発表。さらに同12日には選手2人とコーチ1人が、12月31日にはGM兼監督の清水が退団し、2021年所属選手および指導者からは選手4人とコーチ1人しか2022年に残留しないこととなった。多くの選手が退団した理由について、フロントと選手の間での契約に関する意見の相違があったと報じられている。
12月20日、トライアウト合格者14人（うち1人は練習生枠）を発表。

### 2022年
2月、2022年度シーズンの活動方針を発表し、4月から9月までをシーズンとしてその後11月までウィンターリーグを行い、合計で60試合を実施するとした。またアカデミーを設立して日本国外も含めたアジアから野球選手を集めて育成する構想も明らかにされた。
2月16日、ミセスSDGsジャパンでグランプリを獲得した宇水遥佳が、応援アンバサダーに就任したことを発表した。
2月28日、日本独立リーグ野球機構 (IPBL)からの除名が発表された。琉球側は翌3月1日、処分の通知が球団には直接なかったことや、対象行為の特定や根拠規定の明示がなかったことを挙げて、除名は不当であり「処分の無効を確認する法的措置を講じる予定」とする内容をウェブサイトにて発表した。
4月30日、2020年シーズンに所属した元選手の吉村裕基から報酬の一部未払いについて提訴された裁判で、那覇地方裁判所より球団側に約300万円の支払いを命じられる。
8月1日に、温暖な気候を生かして若手選手育成を目的とした「アジアウィンターリーグ」を同年10月から11月にかけ開催することを発表し、9月30日には一般応募参加選手による混成チーム名「沖縄アブレイズ」も公表したが、最終的に開始予定日直前の10月13日に「諸般の事情により」開催を中止した。翌10月14日、選手14人のうち8人が退団することを発表。
この年のチーム活動は全体練習や野球教室に終始しており、選手の不足もあり、対外試合のみならず練習試合すらも1試合も行われなかった。
11月11日、球団を取り巻く環境の厳しさを理由に、今シーズンの活動が終了した同日をもって活動をいったん休止。これに伴い、12月に予定されていた来シーズンに向けた選手トライアウトも取りやめることを同日発表した。12月27日付けで代表取締役が北川智哉から渡辺暁に交代し、別の運営会社への事業譲渡も視野に活動再開を目指していた。

### 2023年
4月6日、現行の運営会社であるBASE沖縄野球団が那覇地方裁判所沖縄支部に自己破産を申請したと報じられた。

## 九州アジアリーグとの関係
2020年9月11日に、社会人野球へ参加していた熊本ゴールデンラークスを母体にプロ球団（火の国サラマンダーズ）を設立したうえで、2021年より発足の九州アジアリーグに参加することが発表された（当時はリーグ名を公表せず）。この会見の中で「沖縄県の独立リーグチーム」と試合する予定であるとの言及があったが、その関与については「（沖縄も含めて）新リーグを発足」「リーグ戦を戦う」とするメディアと、単に「対戦」とするメディアに分かれていた。これについて琉球側は翌日に公式Twitterで「来年設立されます九州リーグに加盟する旨の報道がなされていますが、現状、そのような事実は御座いません」として、リーグへの加盟については否定した。
九州アジアリーグ（九州アジアプロ野球機構）が2021年2月に発表した試合日程では、琉球球団とリーグ加盟球団（火の国サラマンダーズ・大分B-リングス）との間で交流戦が12試合ずつ（九州側のホームゲームで全24試合）組まれた。その後、8月に沖縄で大分戦が3試合組まれる形に変更された。この変更は、琉球側が経費を負担する前提で提案したと報じられている。開催時に沖縄県で新型コロナウイルス感染症の緊急事態宣言が発出されていたため、無観客での実施となったが、16日と17日の試合は中止となった。予定より早く戻ることになった大分は、琉球側が用意した格安航空券の変更が効かず、最終的に復路の旅費を負担する形となった。
2022年度はリーグ加盟球団が増えたことによって試合数が増加したことなどを理由に交流戦を実施しなかった。なお、琉球は2022年度に日本独立リーグ野球機構から除名されたため、交流戦実施が不可能になっているが、交流戦不実施はそれ以前に決定していたものである。

## 台湾プロ野球への加盟構想
2021年11月10日、2023年からの中華職業棒球大聯盟（台湾プロ野球、CPBL）加入に向けて交渉を実施すること、まず台湾のアマチュア選手受け入れを検討していること明らかにした。またNPB加入という目標には変更がないとし、将来の2球団化と2024年の株式上場を目指すことも表明し、これらのためにクラウドファンディングでの資金調達を実施する。一方、CPBL側は現状ではリーグの新規球団参加規定に抵触する部分が多く困難という見解を示したことを、台湾メディアは報じた。CPBL自体も11月11日にTwitter（日本語）で、参入希望の連絡を受けたが「同球団の参入条件の多くが、CPBLの運営根幹に関わる球団拡張規定に抵触するため、参入は厳しい旨を返信しました」とコメントした。
これらに対して琉球側は11月12日にコメントを発表し、CPBL側に迷惑をかけたことを謝罪した上で、6月にすでに加盟構想を明らかにしていたこと（しかし、ほとんど報じられなかった）、CPBL側が障害としてあげている2点は従前より承知しており、うち1つは「テクニカル的な解決が可能」であると考えていること、もう1点については現状では解消困難ながら「大きい視点で我々の考えている参入方法で参入する事での相互メリット等をふまえ、公的機関のご支援等も頂きながら、再度の申入れをさせて頂く準備を進める」ことを明らかにした。

## 在籍した主な選手
- 上原幸真
- 大城駿斗
- 加藤徹
- 金子隆浩
- 亀澤恭平 - 現・ショウワコーポレーション監督、元・中日ドラゴンズ、コーチ兼任
- ノアム・カリサール
- 岸里亮佑 - 元・北海道日本ハムファイターズ
- 繁田隼
- 杉山翔大 - 元・中日ドラゴンズ
- 二宮衣沙貴 - 元・茨城アストロプラネッツ・くふうハヤテベンチャーズ静岡・富邦ガーディアンズ（育成外国人）、2021年途中に茨城への派遣歴あり
- 沼田拓巳 - 元・東京ヤクルトスワローズ
- 日隈ジュリアス - 元・東京ヤクルトスワローズ
- 日隈モンテル - 日隈ジュリアスの弟。徳島インディゴソックス入団後、2022年度NPBドラフト会議にて埼玉西武ライオンズより育成指名
- 比屋根渉 - 元・東京ヤクルトスワローズ
- 福田夏央 - 2023年WBCニュージーランド代表[55]
- 福地元春 - 元・横浜DeNAベイスターズ
- 又吉亮文 - 又吉克樹の弟
- 松尾大河 - 元・横浜DeNAベイスターズ。2021年途中に茨城アストロプラネッツに派遣
- 松本直晃 - 元・埼玉西武ライオンズ
- 宮城竜輝 - 宮城滝太の弟
- 三吉央起
- 村中恭兵 - 元・東京ヤクルトスワローズ
- 本野一哉 - 退団後、北九州下関フェニックス選手兼任投手コーチ
- 矢野広将
- 吉村裕基 - 元・福岡ソフトバンクホークス
- 李杜軒 - 元・千葉ロッテマリーンズ、引退後コーチ（2021年）

### NPBドラフト指名選手
本球団から直接ドラフト指名を受けた選手はいない。なお、当球団から他の独立リーグに移籍後にNPBからドラフト指名を受けた選手として、日隈モンテル（琉球退団後に四国アイランドリーグplus・徳島インディゴソックスに入団後、2022年に埼玉西武ライオンズより育成指名）がいる。

## 歴代監督
- 清水直行（2020年 - 2021年）